# Differentialblutbild
Das Differentialblutbild oder Differenzialblutbild, auch Differenzialzellbild, ist eine Routineuntersuchung in der medizinischen Labordiagnostik, die die zelluläre Zusammensetzung der unterschiedlichen (differenten) weißen Blutkörperchen (Leukozyten) des Blutes oder der Pleuraflüssigkeit angibt. Zusammen mit dem „kleinen Blutbild“ ergibt es das „große Blutbild“. Durch mikroskopische Auszählung (Hand-Differentialblutbild) eines Blutausstrichs oder mit Hilfe automatisierter Zählgeräte wie dem Coulter-Zähler (Automaten-Differentialblutbild) werden die prozentualen Anteile der einzelnen Blutzelltypen bestimmt. Die mikroskopische Auszählung ist aufwendiger und quantitativ weniger präzise, aber häufig zur abschließenden qualitativen Bewertung unerlässlich.
Die weißen Zellen des normalen Blutes umfassen die Granulozyten (neutrophile, eosinophile, basophile), die Lymphozyten und die Monozyten. Das Differentialblutbild ergänzt das kleine Blutbild und spielt für die Diagnostik von Blutkrankheiten, aber auch Infektionen eine wichtige Rolle. Die Bestimmung des Differentialblutbildes ist unter anderem zur Abklärung einer Leukopenie oder Leukozytose erforderlich; auch bei einer Leukämie kann das Differentialblutbild entscheidende Hinweise liefern. Hierbei sind unter Umständen die Vorläuferzellen (Blasten) der weißen Blutkörperchen feststellbar, wohingegen bei einem leukoerythroblastischen Blutbild vermehrt Vorstufen der weißen und roten Blutkörperchen vorhanden sind.

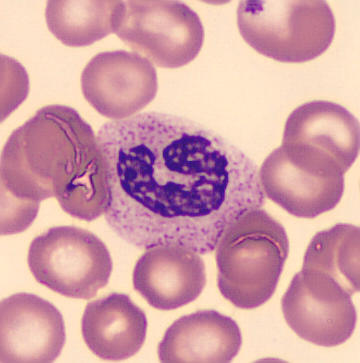
Stabkerniger neutrophiler Granulozyt
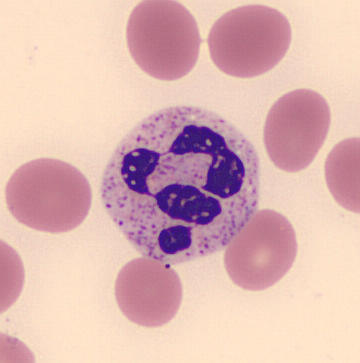
Segmentkerniger neutrophiler Granulozyt
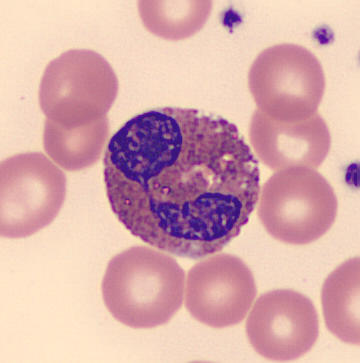
Eosinophiler Granulozyt
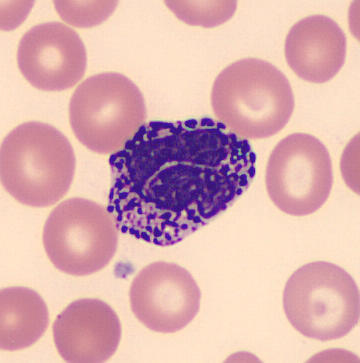
Basophiler Granulozyt
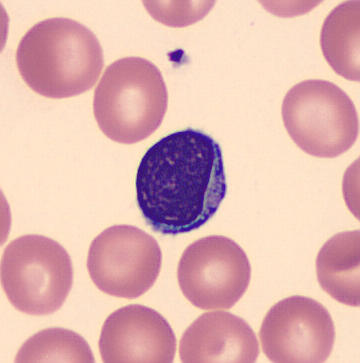
Lymphozyt
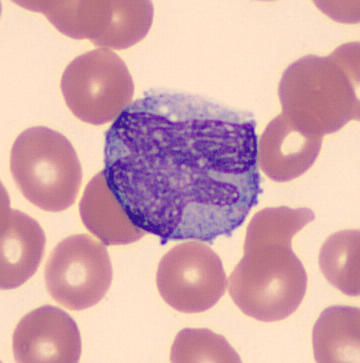
Monozyt

## Normwerte beim Menschen
| Zelltyp                                 | Anteil an der Gesamtleukozytenzahl (%) | Abs. Zahl /µl |
| --------------------------------------- | -------------------------------------- | ------------- |
| Stabkernige neutrophile Granulozyten    | 3–5                                    | 150–400       |
| Segmentkernige neutrophile Granulozyten | 54–62                                  | 3000–5800     |
| Eosinophile Granulozyten                | 1–3                                    | 50–250        |
| Basophile Granulozyten                  | 0–1                                    | 15–50         |
| Lymphozyten                             | 25–33                                  | 1500–3000     |
| Monozyten                               | 3–7                                    | 280–500       |
| alle Leukozyten (bei Erwachsenen)       | 100                                    | 4000–10.000   |